# Glacier de Talèfre
Le glacier de Talèfre est un glacier de France, dans le massif du Mont-Blanc. Lors du Petit âge glaciaire, il confluait avec le glacier de Leschaux, formant, avec le glacier du Tacul, la Mer de Glace. Mais il est aujourd'hui séparé de ce complexe glaciaire et se termine vers 2 300 mètres d'altitude, en contrebas du refuge du Couvercle. Au centre du cirque se trouve un promontoire rocheux, le Jardin de Talèfre.
Les courses pour les grands sommets se font principalement au départ du refuge du Couvercle, accessible par la moraine du Talèfre ou par le balcon de la Mer de Glace sous l'aiguille du Moine. La difficulté des courses et l'évolution climatique en ont fortement diminue la fréquentation.
Il dispose d'un altisurface permettant l’atterrissage d'avions de tourisme et d'ULM.

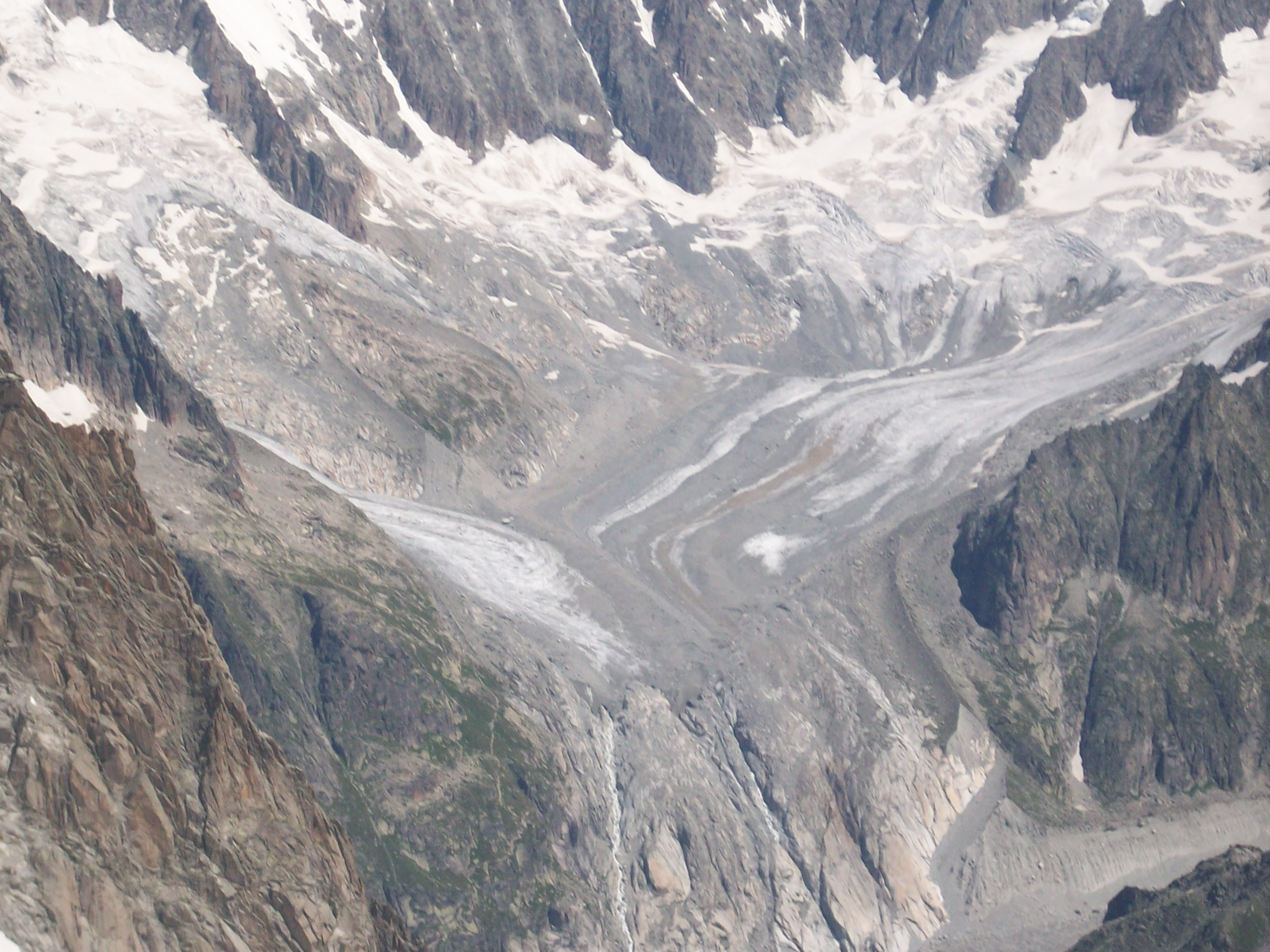
Vue de la partie basse du glacier de Talèfre.